# Raión de Lenin (Donetsk)
Raión de Lenin (en ucraniano: Ленінський район) es un raión o distrito urbano de Ucrania, en la ciudad de Donetsk. 
Comprende una superficie de 37 km².

## Demografía
Según estimación 2010 contaba con una población total de 107800 habitantes.